# Eleição municipal de Guarapuava em 2020
A eleição municipal de Guarapuava em 2020 ocorrerá no dia 15 de novembro (primeiro turno), com o objetivo de eleger um prefeito, um vice-prefeito e 21 vereadores no município de Guarapuava, no estado brasileiro do Paraná.
A eleição sera realizada em turno único, o atual prefeito César Silvestri Filho do Podemos não irá concorrer devido estar cumprindo o seu segundo mandato.
O Bioquimico Celso Goes ex-secretário de saude e candidato da situação venceu a disputa para a prefeitura de Guarapuava, o segundo colocado foi o médico e ex-vereador Antenor Gomes de Lima do PT.

## Contexto político e pandemia
As eleições municipais de 2020 estão sendo marcadas, antes mesmo de iniciada a campanha oficial, pela pandemia de COVID-19 no Brasil, o que está fazendo com que os partidos remodelem suas estratégias de pré-campanha. O Tribunal Superior Eleitoral (TSE) autorizou os partidos a realizarem as convenções para escolha de candidatos aos escrutínios por meio de plataformas digitais de transmissão, para evitar aglomerações que possam proliferar o coronavírus. Alguns partidos recorreram a mídias digitais para lançar suas pré-candidaturas. Além disso, a partir deste pleito, será colocada em prática a Emenda Constitucional 97/2017, que proíbe a celebração de coligações partidárias para as eleições legislativas, o que pode gerar um inchaço de candidatos ao legislativo.

## Contexto político Local
O pleito em Guarapuava ocorre quatro anos depois da Eleição municipal de Guarapuava em 2016, César Silvestri Filho foi reeleito com 60.07% dos votos validos, Dr. Antenor PT ficou em segundo lugar com 33.93%.
Em Julho de 2018 o deputado estadual Bernardo Ribas Carli faleceu em um acidente areo no sul do estado. Bernardo era filho do ex-prefeito de Guarapuava Fernando Ribas Carli e era tido como candidato natural a sucessão a prefeitura em 2020, ele havia sido o deputado mais votado nas Eleições estaduais de 2014 em Guarapuava.
O prefeito César Silvestri Filho se aliou ao ex-prefeito Fernando Ribas Carli, e juntos lançaram o bioquimico Celso Goes como candidato. 
Fernando Carli e Cezar Silvestri foram eleitos prefeito e vice-prefeito na eleição municipal de 1988 posteriormente foram adversários em 2004, 2008 e 2012.
O ex-prefeito Vitor Hugo Ribeiro Burko retornou a cena política filiado-se ao Democratas e sendo novamente candidato a prefeito. Burko foi vereador, prefeito 1996,2000 e 2000 a 2004 também foi presidente do Instituto Ambiental do Paraná.
O médico e ex-vereador Antenor Gomes de Lima esta disputando pela terceira vez a Prefeitura de Guarapuava em 2012 e 2016 foi derrotado por Cesar Filho. O candidato a vice-prefeito e o advogado e economista João Nieckars do MDB.

## Candidatos oficializados a Prefeitura Municipal[3]
| Número | Partido      | Candidato(a)       | Ocupação | Candidato(a) a vice-prefeito(a) | Possível coligação                                                 |
| ------ | ------------ | ------------------ | --- | ------------------------------- | ------------------------------------------------------------------ |
| 25     | DEM          | Vitor Hugo Burko   | Advogado, ex-presidente do Instituto Ambiental do Paraná, ex-vereador, ex-prefeito de Guarapuava (1996-2000), (2000-2004) | Thiago Pffan (DEM)              | "Por Você" DEM, PDT, Solidariedade                                 |
| 10     | Republicanos | Janaína Naumann    | Biomédica e professora universitária                                                                                      | Luiz Juraski (REP)              | "Renova Guarapuava" REP, PSC                                       |
| 23     | Cidadania    | Celso Goes         | Empresário e bioquímico                                                                                                   | Samuel Ribas de Abreu (PSD)     | "Guarapuava Cada Vez Melhor" Cidadania, PSD, PP, PSDB, Podemos, PL |
| 27     | DC           | Andre Tecchio      | Gestor | Professor Renatinho de Lima     | DC                                                                 |
| 13     | PT           | Dr. Antenor.       | Médico, ex-vereador, candidato a prefeito nas eleições de 2012 e 2016                                                     | João Nieckars (MDB)             | "Movimento Guarapuava Para Todos" PT, MDB, PCdoB                   |
| 51     | Patriota     | Luzia Noriler      | Advogada | Guaracy Ribas                   | Patriota                                                           |
| 33     | PMN          | Jabur do Motocroos | Vereador | Paulo Vier (Avante)             | "Aliança Por Guarapuava" PMN, Avante                               |

### Desistências
| Partido       | Candidato(a)         | Ocupação                                                                                   | Apoio a Candidatura de |
| ------------- | -------------------- | ------------------------------------------------------------------------------------------ | ---------------------- |
| PSD           | Fernando Ribas Carli | Empresário, ex-deputado federal e estadual ex-prefeito de Guarapuava e Chefe da Casa Civil | Celso Goes (Cidadania) |
| Podemos       | Itacir Vezzaro       | Vice - Prefeito de Guarapuava (2016-2020)                                                  | Celso Goes (Cidadania) |
| MDB           | João Nieckars        | Advogado e Economista Pres. MDB Guarapuava                                                 | Dr. Antenor (PT)       |
| Solidariedade | Gilson Silva         | Vereador                                                                                   | Vitor Hugo Burko (DEM) |

## Entrevistas
A RPC Guarapuava e a TV Tarobá Cascavel tradicionalmente produziam debates e entrevistas com os candidatos a prefeito, neste ano foram todos cancelados devido a Pandemia de COVID-19 no Brasil.
As entrevistas foram realizadas pelos sites e portais de noticias da cidade e emissoras de rádio.
| Organizador(es)      | Andre Tecchio (DC) | Celso Goes (CIDADANIA) | Dr. Antenor (PT) | Jabur do Motocroos (PMN) | Janaina Naumann (REPUBLICANOS) | Luiza Noriler (PATRIOTA) | Vitor Hugo (DEM) |
| -------------------- | ------------------ | ---------------------- | ---------------- | ------------------------ | ------------------------------ | ------------------------ | ---------------- |
| Rede Sul de Noticias | Presente           | Presente               | Faltou           | Presente                 | Não Participou                 | Presente                 | Presente         |
| Correio do Cidadão   |                    | Presente               | Presente         | Presente                 | Presente                       |                          |                  |
| Radio Cultura        | Não participou     |                        |                  |                          |                                |                          |                  |
| Rádio T              | Presente           | Presente               | Presente         | Presente                 | Presente                       | Presente                 | Presente         |